# Antoine Brizard
Antoine Arthur Fabien Brizard (Poitiers, Francia; 22 de mayo de 1994) es un jugador profesional de voleibol francés que juega como armador y capitán en el You Energy Volley italiano y en la selección francesa 

## Palmarés

### Clubes
- Copa CEV
  -  2013-14 con París Volley
  -  2020-21 con Zenit de San Petersburgo

- Campeonatos locales
  - Campeonato de Francia: Subcampeón 2012-13, 2013-14, 2014-15, 2016-17
  - Supercopa de Francia: Campeón 2013-14
  - Campeonato de Polonia: Subcampeón 2018-19
  - Copa de Italia: Campeón 2022-23

### Selección
- Juegos Olímpicos
  -  Tokio 2020
  -  Paris 2024

- Liga Mundial FIVB
  -  Curitiba 2017

- Liga de Naciones VNL
  -  Bolonia 2022
  -  Łódź 2024
  -  Lille 2018
  -  Rimini 2021

- Campeonato Europeo U19
  -  Turquía 2011

### Individual
Selección Francia:
- Mejor armador
  - Liga de Naciones VNL (Bolonia 2024)[2]
  - Campeonato Europeo U19 Turquía 2011

- Jugador Más Valioso
  - Liga de Naciones VNL (Bolonia 2024)[2]